# Sangbuk-myeon, Ulsan
Sangbuk-myeon (koreanska: 상북면) är en socken i landskommunen Ulju-gun som i sin tur är en del av stadskommunen Ulsan i den sydöstra delen av Sydkorea, 290 km sydost om huvudstaden Seoul.